# Minthea apicata
Minthea apicata är en skalbaggsart som beskrevs av Pierre Lesne 1935. Minthea apicata ingår i släktet Minthea och familjen kapuschongbaggar. Inga underarter finns listade i Catalogue of Life.